# Pedro Pablo Kuczynski

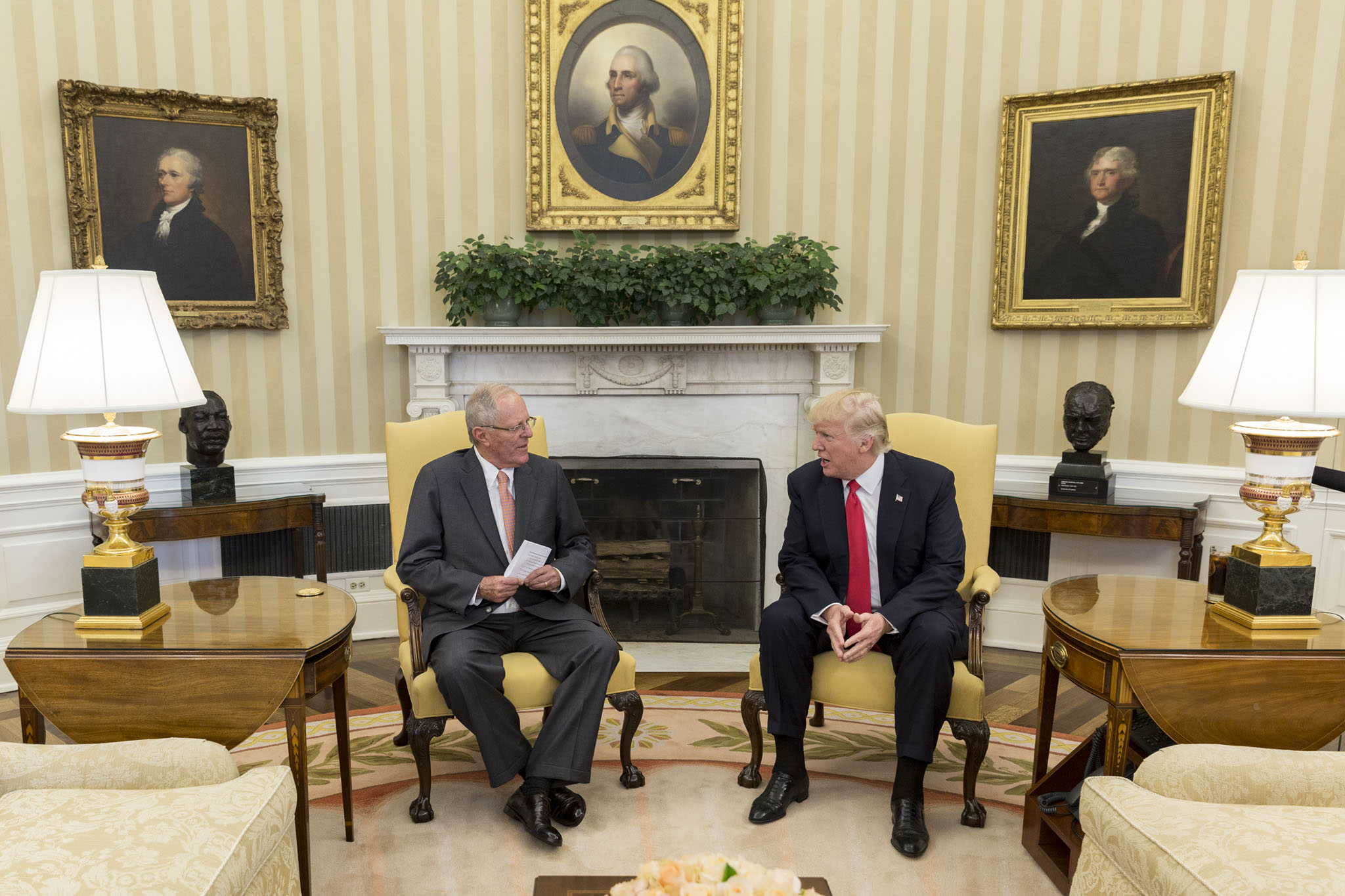
Pedro Pablo Kuczynski i Donald Trump, 24 lutego 2017

Pedro Pablo Kuczynski Godard (ur. 3 października 1938 w Limie) – peruwiański ekonomista i polityk polskiego pochodzenia, od 16 sierpnia 2005 do 28 lipca 2006 premier Peru, od 28 lipca 2016 do 23 marca 2018 prezydent Peru.

## Życiorys
Syn lekarza Maxa Hansa Kuczynskiego, emigranta żydowskiego z Cesarstwa Niemieckiego (urodzonego w Berlinie). Dziadkowie Pedro Kuczynskiego pochodzili z Prowincji Poznańskiej. Jego matka pochodziła z artystycznej mieszanej szwajcarsko-francuskiej rodziny Godard. Kuczynski jest kuzynem reżysera Jean-Luca Godarda.
Pracował w Międzynarodowym Funduszu Walutowym i Banku Światowym. Jest autorem książek o gospodarce Ameryki Łacińskiej. W okresie od 16 sierpnia 2005 do 28 lipca 2006 był premierem Peru.
Był kandydatem w wyborach prezydenckich 10 kwietnia 2011, w których zajął trzecie miejsce (18,5% głosów), za Ollantą Humalą (31,7%) oraz Keiko Fujimori (23,6%).
W kolejnych wyborach prezydenckich w 2016 roku startował z ramienia partii Peruwianie za Zmianą, w drugiej turze pokonał niewielką różnicą głosów Keiko Fujimori. 28 lipca 2016 Kuczynski został zaprzysiężony na stanowisku prezydenta Peru.
W 2017 roku Kuczynski został oskarżony o korupcję. Należąca do niego firma Westfield Capital Ltd miała przyjmować pieniądze od brazylijskiego koncernu budowlanego Odebrecht. 15 grudnia wszczęto wobec niego procedurę impeachmentu. W głosowaniu, które odbyło się 22 grudnia 2017, zwolennicy odwołania prezydenta nie uzyskali wystarczającej liczby głosów.
24 grudnia 2017 wydał decyzję ułaskawiającą Alberto Fujimoriego, byłego prezydenta Peru, skazanego na 25 lat więzienia. Kuczynski uzasadnił swoją decyzję stanem zdrowia Fujimoriego, wywołała ona jednak kontrowersje i protesty.
21 marca 2018 zrezygnował ze stanowiska, kiedy ujawniono korupcję przy głosowaniu nad jego impeachmentem. 23 marca 2018 parlament przyjął jego rezygnację z urzędu prezydenta Peru.

## Odznaczenia
- Krzyż Wielki Orderu Słońca Peru (2006)[11]
- Krzyż Wielki Orderu Izabeli Katolickiej – Hiszpania (2001)[12]
- Wielki Łańcuch Orderu Kondora Andów – Boliwia (2016)[13]